# نبرد بابل (۶۳۴)
نبرد بابل بین نیروهای شاهنشاهی ساسانی و خلافت راشدین در سال ۶۳۴ میلادی شکل گرفت. اعراب مسلمان در این رویارویی پیروز شدند تا تلاش خود را برای فتح بین‌النهرین ادامه دهند. پس از این نبرد، اعراب به تسخیر تیسفون و شاهنشاهی ساسانی ادامه دادند.

## مقدمه
خالد بن ولید قبل از وقوع این نبرد رهبری یک کارزار علیه امپراتوری بیزانس در سوریه را به عهده گرفت و فرماندهی ارتش مسلمانان در عراق را به مثنی بن حارث واگذار کرد. پس از اینکه خالد بن ولید فرماندهی ارتش عراق را به مثنی بن حارث واگذار کرد ارتش ساسانی تحت رهبری هرمز جادویه قصد محک زدن توان نیروهای مسلمان را کرد؛ بنابراین، هر دو طرف به تبادل نامه با یکدیگر پرداختند و در آن نامه‌ها هردو طرف اقدام به تهدید طرف مقابل پرداختند. سپس اعراب حیره را ترک کردند تا به لشکر ساسانیان که در نزدیکی بابل حضور داشت نزدیک شود.

## نبرد
ارتش ایران برای ترساندن اسب‌های اعراب یک فیل جنگی به همراه خود به میدان نبرد بردند. با این وجود، اعراب به رهبری مثنی بن حارثه موفق شدند فیل را بکشند و سپاه ایران را شکست دهند پس از آن سپاه ایران منطقه نبرد را ترک کرد و سربازان ارتش ساسانی به تیسفون گریختند.